# 5 (Lenny Kravitz)
| Recensione    | Giudizio |
| ------------- | -------- |
| AllMusic      |          |
| Rolling Stone |          |

5 è il quinto album in studio del cantante statunitense Lenny Kravitz, pubblicato il 12 maggio 1998 dalla Virgin Records.
L'album contiene grandi successi come Fly Away e I Belong to You, che hanno aiutato Kravitz ad ottenere enorme popolarità in Europa. L'album ha vinto due Grammy Awards.
È stato ristampato nel 1999, con l'aggiunta di due brani contenuti nella colonna sonora del film Austin Powers - La spia che ci provava: American Woman e Without You.

## Descrizione
Inizialmente, 5 è stato accolto con recensioni tiepide da alcuni critici, che lo hanno definito inferiore rispetto ai precedenti lavori dell'artista, e le vendite sono procedute a rilento fino a quando non hanno ottenuto un notevole incremento verso la fine del 1998. L'album ha ricevuto certificazioni multi-platino in diversi paesi, producendo una serie di singoli di successo che ne hanno fatto uno dei dischi più venduti durante tutto il 1999.
Nella produzione, Kravitz sperimentò per la prima volta sonorità elettroniche, mescolandole con influenze soul e funk. L'album ha venduto in tutto il mondo oltre 6 milioni di copie.
Il singolo Thinking of You è una dedica alla madre del cantante, Roxie Roker, deceduta qualche anno prima per un tumore al seno.

## Tracce
Testi e musiche di Lenny Kravitz, eccetto dove indicato.
1. Live – 5:12 (Lenny Kravitz, Craig Ross)
2. Supersoulfighter – 4:58
3. I Belong to You – 4:17
4. Black Velveteen – 4:48
5. If You Can't Say No – 5:17
6. Thinking of You – 6:24 (Lenny Kravitz, Lysa Trenier)
7. Take Time – 4:31
8. Fly Away – 3:41
9. It's Your Life – 5:02
10. Straight Cold Player – 4:19
11. Little Girl's Eyes – 7:44
12. You're My Flavor – 3:48
13. Can We Find a Reason – 6:24

Tracce aggiunte nella ristampa del 1999
1. American Woman – 4:21 (The Guess Who)
2. Without You – 4:47

## Formazione
- Lenny Kravitz - voce, tutti gli altri strumenti
- Jack Daley - basso
- Cindy Blackman - batteria (traccia 10)
- Craig Ross - chitarra elettrica, slide guitar, moog
- George Laks - clavinet, moog
- Terry Manning - pianoforte giocattolo (traccia 3)
- Harold Todd - sassofono
- Michael Hunter - tromba
- Stefanie Bolton - cori
- Natalie Dekoning - cori
- Tenita Dreher - cori
- Nehemiah Hield - cori
- Jacqueline Johnson - cori
- Susan Marshall - cori
- Sunovia Piere - cori
- Angie Stone - cori

## Classifiche
| Classifica (1998-99) | Posizione massima |
| -------------------- | ----------------- |
| Australia            | 17                |
| Austria              | 1                 |
| Belgio (Fiandre)     | 15                |
| Belgio (Vallonia)    | 24                |
| Canada               | 22                |
| Finlandia            | 23                |
| Francia              | 9                 |
| Germania             | 6                 |
| Giappone             | 5                 |
| Italia               | 5                 |
| Norvegia             | 7                 |
| Nuova Zelanda        | 17                |
| Paesi Bassi          | 8                 |
| Regno Unito          | 18                |
| Stati Uniti          | 28                |
| Svezia               | 3                 |
| Svizzera             | 3                 |
| Ungheria             | 31                |

### Classifiche di fine anno
| Classifica (1998) | Posizione |
| ----------------- | --------- |
| Austria           | 21        |
| Belgio (Fiandre)  | 84        |
| Belgio (Vallonia) | 88        |
| Francia           | 49        |
| Germania          | 37        |
| Paesi Bassi       | 42        |
| Stati Uniti       | 181       |
| Svizzera          | 31        |
| Classifica (1999) | Posizione |
| Australia         | 77        |
| Austria           | 30        |
| Germania          | 22        |
| Nuova Zelanda     | 36        |
| Paesi Bassi       | 71        |
| Stati Uniti       | 43        |
| Svizzera          | 32        |
| Classifica (2000) | Posizione |
| Stati Uniti       | 142       |